# Batallón Blindado Tarapacá
El Batallón Blindado «Tarapacá» es una unidad del Ejército de Bolivia dependiente de la Primera Brigada Mecanizada y con base en Coro Coro. Fue creado en 1971 y su misión es proteger la integridad territorial del Estado. El Regimiento es también centro de reclutamiento de conscriptos.
En la década de 1970, el Ejército de Bolivia adquirió un lote de cazacarros SK-105 Kürassier en Austria con el cual equipó al Regimiento Tarapacá, que fue dividido en dos batallones: el Tarapacá y el Tomater. El Batallón Tarapacá fue creado en 1971 e integró la Primera División del Ejército.